# 13301 Hofsteen
A 13301 Hofsteen (ideiglenes jelöléssel (13301) 1998 RP19) a Naprendszer kisbolygóövében található aszteroida. A LINEAR projekt keretében fedezték fel 1998. szeptember 14-én.